# Myrmagua guaranitica
Genre
Espèce
Synonymes
- Myrmarachne guaranitica Galiano, 1969

Myrmagua guaranitica, unique représentant du genre Myrmagua, est une espèce d'araignées aranéomorphes de la famille des Salticidae.

## Distribution
Cette espèce est endémique d'Argentine.

## Description
Cette araignée est myrmécomorphe.

## Publications originales
- Galiano, 1969 : Salticidae (Araneae) formiciformes. VII. El género Myrmarachne Mac Leay, 1839, en America. Revista del Museo Argentino de Ciencias Naturales Bernardino Rivadavia (Ent.), vol. 3, p. 107-148.
- Prószyński, 2016 : Delimitation and description of 19 new genera, a subgenus and a species of Salticidae (Araneae) of the world. Ecologica Montenegrina, vol. 7, p. 4-32 (texte intégral).